# 오카야마촌 (시가현)
오카야마촌(岡山村)은 시가현 가모군에 설치되었던 촌이다.

## 역사
- 1889년 4월 1일 - 정촌제 시행에 의해 7촌의 구역을 가지고 성립하였다.
- 1954년 3월 31일 - 하치만정, 기리하라촌, 가나다촌, 마부치촌과 합병해 오미하치만시가 성립하여, 동일 오카야마촌은 폐지되었다.

## 참고문헌
- 角川日本地名大辞典 25 滋賀県